# Operacja „Wielka Niedźwiedzica”
Operacja „Wielka Niedźwiedzica” (oryg. Провал операции "Большая Медведица") – radziecki film sensacyjny z 1983 roku w reżyserii Anatolija Bukowskiego.

## Opis fabuły
Zachodnia Ukraina roku 1947. NKWD przy pomocy swojej agentki podszywającej się pod kuriera z Monachium, próbuje unieszkodliwić szczególnie brutalny oddział UPA pod dowództwem „Rena” oraz przejąć kartotekę hitlerowskich agentów z czasów wojny, ukrytą w zamaskowanym bunkrze. Dzięki poświęceniu i opanowaniu kobiety cała operacja kończy się sukcesem, chociaż ona sama przypłaca to życiem, ginąc od kuli jednego z „upowców”.

## Obsada
- Nina Antonowa – kpt. Marija Szewczuk (agentka NKWD)
- Zinaida Żurawlowa – kurierka Złata Zawada
- Ołeksandr Denysenko – komsomolec Iwan Nieczaj
- Anatolij Barczuk – kpt. Malowany
- Władimir Kostiuk – p.por. Sienczukow (z-ca Malowanego)
- Mykoła Szut´ko – płk. Kołomijec
- Fiodor Panasienko – przewodniczący sielsowieta
- Kostiantyn Stepankow – leśniczy Kandyba
- Galina Moroz – Włada Kandyba
- Łeś Serdiuk – „Ren”
- Michaił Ignatow – zastępca „Rena”
- Władimir Wołkow – Julian Bies (rezydent UPA)
- Nikołaj Siektimienko – Ostap (członek oddziału „Rena”)
- Lubow Bohdan – Stefa (żona Ostapa)
- Gediminas Girdvainis – Mołczun
- Władimir Kurkin – Piotr Kruk
- Pauls Butkēvičs – mjr. Strong
- Michaił Gornostal – Michaś Wołk (nowy kuriennyj UPA)
- Ołeksandr Hryńko – Lewko Zawada (redaktor gazety emigracyjnej w Monachium)
- Alicija Omelczuk – Tiszczeniuk (łączniczka UPA)
- Ludmiła Łobza – żona Panasienki
- Wiktor Mielnik – gość na przyjęciu u Zawady
- Boris Romanow – weteran-inwalida
- Wołodymyr Tkaczenko – członek oddziału „Rena”
- Stepan Doneć – członek oddziału „Rena”
- Osyp Najduk – członek oddziału „Rena”
- Julija Tkaczenko – żona Lewki Zawady
- Jurij Mysienkow – funkcjonariusz NKWD
- Władisław Pupkow – funkcjonariusz NKWD
- Wiktor Czerniakow – kierownik monachijskiej restauracji
- Oksana Hryhorowycz – kelnerka w monachijskiej restauracji
- Hałyna Demczuk – śpiewaczka w monachijskiej restauracji

i inni.

## Odbiór
W 1985 roku film został nagrodzony nagrodą KGB (za scenariusz, reżyserię i rolę Niny Antonowej) za najlepsze dzieło o czekistach i straży granicznej.